# Anton Fagerström
Anton Fagerström, född 6 december 1991 i Västerhejde församling i Gotlands län, är en svensk fotbollsmålvakt som spelar för Västerås SK. 

## Karriär
Från 2012 till 2016 spelade Fagerström i Nyköpings BIS. Den 18 juli 2016 skrev han på ett kontrakt med Örebro SK. Efter säsongen 2017 förlängdes inte Fagerströms kontrakt och han fick lämna klubben.
I december 2017 värvades Fagerström av Västerås SK, där han skrev på ett tvåårskontrakt. I januari 2019 skrev Fagerström på ett nytt tvåårskontrakt med klubben. I december 2021 förlängde han sitt kontrakt med två år. I november 2023 förlängde Fagerström sitt kontrakt med ett år. I december 2024 förlängde Fagerström sitt kontrakt i klubben med ett år.